# Triconopsis
Triconopsis är ett släkte av tvåvingar. Triconopsis ingår i familjen lövflugor.
Kladogram enligt Catalogue of Life:
| Triconopsis | \| \| Triconopsis caioalbertsi \| \| \| \| \| \| Triconopsis longicornis \| \| \| \| |
|             | \| \| Triconopsis caioalbertsi \| \| \| \| \| \| Triconopsis longicornis \| \| \| \| |
|             | Triconopsis caioalbertsi                                                             |
|             |                                                                                      |
|             | Triconopsis longicornis                                                              |
|             |                                                                                      |